# ماکس آوگوست تسورن
ماکس آوگوست تسورن (به آلمانی: Max August Zorn)؛ (زاده ۶ ژوئن ۱۹۰۶ درگذشته ۹ مارس ۱۹۹۳) یک ریاضی‌دان اهل آلمان بود. او بویژه به دلیل لمی به نام لم تسورن در ریاضیات که ابزاری نیرومند در نظریه مجموعه هاو با کاربردهای بسیار در فضاهای برداری و حلقه ها است، شناخته شده است. با بهره گیری از این لم برای نمونه میتوان ثابت کرد که هر فضای برداری دارای یک پایه است.